# Cyclophora striata
Cyclophora striata là một loài bướm đêm trong họ Geometridae.